# 艾莱乌县
艾莱乌县是东帝汶民主共和国艾莱乌区的一个县，该县面积251.48平方公里，2010年人口普查时时人口为20830，县治位于艾莱乌。